# العصمان
العصمان (به عربی: العصمان) یک روستا در سوریه است که در ناحیه کرناز واقع شده‌است. العصمان ۵۷ نفر جمعیت دارد.